# József Moravetz
József Moravetz (14 de janeiro - 1911 - data de morte desconhecida) foi um futebolista romeno que competiu na Copa do Mundo FIFA de 1934.